# Crambometra derelicta
Crambometra derelicta är en fjärilsart som beskrevs av Louis Beethoven Prout 1915. Crambometra derelicta ingår i släktet Crambometra och familjen tandspinnare. Inga underarter finns listade i Catalogue of Life.